# Theodor Puschmann
Theodor Puschmann (4. maj 1844 i Löwenberg, Schlesien - 28. september 1899 i Wien) var en østrigsk medicinhistoriker.
Puschmann studerede i Berlin og Wien, rejste som ung i Frankrig og England og praktiserede i Ægypten, senere i München. Oprindelig havde han tænkt at blive sindssygelæge, men hans første arbejde, en psykiatrisk studie over Richard Wagner, blev i den grad forkætret og forfulgt, at han i stedet for psykiatrien valgte medicinens historie, i hvilket fag han blev docent ved Leipzigs Universitet 1878. Der udgav han Alexander fra Tralles’ værker efter græske håndskrifter og med tysk oversættelse, et kæmpemæssigt arbejde som vakte stor opmærksomhed og gav anledning til, at han 1879 blev professor i Wien. Her dannede han skole og udgav en mængde arbejder, for eksempel Die Medicin in Wien während der letzten 100 Jahre (1883) og Geschichte des medizinischen Unterrichts von den ältesten Zeiten bis zur Gegenwart (1886; engelsk udgave 1891). Han har yderligere skrevet en mængde tidsskriftartikler (bibliografi i Janus 1889) og en autobiografisk roman Lionie, som han offentliggjorde i Nord und Süd (1896). Han efterlod en meget betydelig formue til medicinsk-historiske formål (instituttet i Leipzig).